# Racing Point
A Racing Point F1 Team, comumente conhecida como Racing Point, foi uma equipe e construtor de Fórmula 1 com sede em Silverstone, no Reino Unido e que competia na categoria com uma licença britânica. A equipe foi formada em agosto de 2018, sob o nome Racing Point Force India F1 Team, quando um consórcio liderado pelo investidor canadense Lawrence Stroll comprou os ativos da equipe Force India.
Após a Force India sofrer uma grave crise financeira no decorrer da temporada de 2018 e acumular dívidas com seus credores e fornecedores, a equipe foi colocada em administração judicial em julho de 2018. Com isso, um administrador, a FRP Advisory, foi designado para a empresa, colocando a equipe a venda. No dia 7 de agosto, foi anunciado que os administradores da equipe haviam aceitado a oferta realizada por um consórcio chamado Racing Point UK Limited e liderado por Lawrence Stroll, pai do então piloto da Williams, Lance Stroll, para a aquisição da Force India.
Aproximando-se do Grande Prêmio da Bélgica de 2018, a equipe não tinha certeza se teria a possibilidade de disputar a corrida, já que o consórcio que comprou a Force India teve que obter a aprovação de treze bancos que tinham créditos na equipe. A aprovação completa chegou após o prazo, então o consórcio não comprou a equipe completa, mas apenas seus ativos de corrida e operações, através da empresa Racing Point. Com isso, a equipe teve que entrar no Campeonato Mundial de Fórmula 1 como sendo uma nova entidade jurídica, sendo necessário a adoção de um novo nome, entretanto, a equipe foi obrigada a manter o nome "Force India" em sua nova designação, pois seu chassi havia sido homologado com o nome Force India e os regulamentos da FIA exigem que o nome da equipe inclua o nome do chassi. Então, o nome da equipe antecessora foi adicionado juntamente com o nome da empresa que adquiriu seus ativos, formando assim a Racing Point Force India F1 Team. A FIA excluiu a antiga entrada da Force India do campeonato "devido a sua incapacidade de completar a temporada", e deu as boas-vindas à nova equipe que pôde competir, mas teve que começar do zero e não recebeu nenhum ponto conquistado pela antiga equipe no Campeonato de Construtores. Os pilotos Sergio Pérez e Esteban Ocon, no entanto, mantiveram seus pontos no Campeonato de Pilotos. Posteriormente, foi informado que todas as equipes haviam concordado em permitir que a nova equipe Racing Point Force India retivesse o prêmio em dinheiro acumulado pela equipe original.
A equipe alterou seu nome para Racing Point F1 Team para a temporada de 2019. Com isso, chegou ao fim o uso do nome "Force India", que esteve presente na Fórmula 1 desde a temporada de 2008. Em 31 de janeiro de 2020, foi confirmado que a equipe seria rebatizada para Aston Martin a partir da temporada de 2021.

## História

### Formação
As origens da Racing Point vêm da equipe Jordan Grand Prix, que entrou na Fórmula 1 em 1991, no circuito de Silverstone. A Jordan permaneceu muitos anos na Fórmula 1, vencendo quatro corridas e conquistando o terceiro lugar no Campeonato de Construtores de 1999. No entanto, como muitas das equipes menores nos anos 2000, problemas financeiros fizeram com que o desempenho da equipe decaísse, e o proprietário da equipe, Eddie Jordan, vendeu a equipe para o Grupo Midland em 2005.
A rebatizada equipe Midland F1 Racing passou duas temporadas atrás do grid, antes de seu proprietário, Alex Shnaider, vender a equipe para a Spyker Cars no meio da temporada de 2006.
A Spyker marcou um ponto em 2007 e liderou brevemente o Grande Prêmio da Europa; apesar disso, a equipe voltou a ter problemas financeiros, e foi vendida para o empresário indiano Vijay Mallya, então presidente da United Breweries Limited, e Michiel Mol, diretor de Fórmula 1 da Spyker. A equipe, comprada por 88 milhões de euros, foi rebatizada para Force India Formula Team para a temporada de 2008.
Porém, a equipe voltou a sofrer com problemas financeiros e, após ser colocada em administração judicial, teve seus ativos comprados por um consórcio, liderado pelo investidor canadense Lawrence Stroll, o que levou à formação da equipe Racing Point Force India F1 Team. A Racing Point UK Limited nomeou o então diretor de operações da equipe antecessora, Otmar Szafnauer, para chefe de equipe com efeito imediato. Outra mudança foi a saída do vice-chefe de equipe da antiga Force India, Robert Fernley, que deixou seu cargo após a equipe ser vendida. O restante do corpo de gerenciamento sênior permaneceu inalterado. Para a temporada de 2019, a equipe abandona definitivamente o nome "Force India" e passa a competir como "Racing Point F1 Team".

### Temporada de 2018
A primeira corrida da equipe foi o Grande Prêmio da Bélgica, a 13ª etapa da temporada de 2018. A Racing Point Force India usa o chassi VJM11 com o qual a Force India havia competido anteriormente. Eles são movidos por propulsores Mercedes. Os pilotos são os antigos pilotos da Force India, Esteban Ocon e Sergio Pérez.

### Temporada de 2019
Em 18 de outubro de 2018, foi anunciado que Sergio Pérez continuaria pilotando para a Racing Point na temporada de 2019. Em 30 de novembro de 2018, a equipe anunciou que Lance Stroll (filho de Lawrence Stroll, o líder do consórcio que comprou a equipe) competiria pela equipe ao lado de Pérez em 2019, substituindo Esteban Ocon.

### Temporada de 2020

Logotipo da Racing Point de 2020

Durante final de semana do Grande Prêmio da Bélgica de 2019, foi confirmado que Lance Stroll e Sergio Pérez continuariam com a equipe para a disputa da temporada de 2020. Em janeiro de 2020, foi anunciado que Pérez havia assinado um contrato com a equipe até o final temporada de 2022. A SportPesa encerrou seu acordo de patrocínio título com a equipe, com a empresa austríaca de tecnologia de água BWT tornando-se o novo patrocinador da equipe. Durante os testes de pré-temporada do carro da Racing Point, o RP20 causou polêmica devido à sua semelhança com o F1 W10, o carro da equipe Mercedes que venceu a temporada de 2019 da Fórmula 1.
Três dias antes do Grande Prêmio da Grã-Bretanha, Pérez testou positivo para COVID-19. Devido a isso, ele não pôde participar tanto no Grande Prêmio da Grã-Bretanha quanto no Grande Prêmio do 70.º Aniversário. Com Nico Hülkenberg atuando como um piloto substituto para ambos os eventos. Entre o Grande Prêmio da Grã-Bretanha e do 70º Aniversário, a Racing Point foi multada em 400 mil euros e teve 15 pontos do Campeonato de Construtores deduzidos depois que o protesto apresentado pela Renault F1 Team foi mantido. Em 8 de setembro de 2020, foi anunciado que Pérez deixaria a equipe no final da temporada de 2020, apesar de ter sido contratado para pilotar pela equipe até 2022.
No Grande Prêmio da Itália, Stroll terminou em terceiro e conquistou o primeiro pódio da equipe. No Grande Prêmio de Eifel, Stroll não pôde participar da qualificação e da corrida por ter testado positivo para COVID-19. Com isso, Hülkenberg substituiu-o a partir do treino classificatório, com ele terminando a corrida em oitavo após ter largado na vigésima e última posição.
No Grande Prêmio da Turquia, Stroll conquistou a primeira e única pole position da equipe, com o seu companheiro de equipe, Pérez, se classificando em terceiro. Na corrida, Stroll liderou no início da corrida, mas acabou caindo para a nona posição, enquanto Pérez alcançou o segundo lugar, levando a equipe ao segundo pódio. Pérez esteve perto de conquistar o terceiro pódio da equipe no Grande Prêmio do Barém, mas uma falha de motor tardia na volta 54 o obrigou a abandonar a corrida. No Grande Prêmio de Sakhir, Pérez conquistou a primeira vitória da Racing Point, enquanto Stroll também terminou no pódio com seu terceiro lugar.

### Aston Martin
Após Lawrence Stroll adquirir uma participação na Aston Martin, uma fabricante britânica de carros de luxo, a equipe foi rebatizada para Aston Martin F1 Team para a disputa da temporada de 2021.

## Resultados
(legenda) (resultados em negrito indicam pole position; resultados em itálico indicam volta mais rápida)
| Ano  | Chassi | Motor                     | Pneu | Piloto          | 1   | 2   | 3   | 4   | 5   | 6   | 7   | 8   | 9   | 10  | 11  | 12  | 13  | 14  | 15  | 16  | 17  | 18  | 19  | 20  | 21  | Pontos | Pos. |
| ---- | ------ | ------------------------- | ---- | --------------- | --- | --- | --- | --- | --- | --- | --- | --- | --- | --- | --- | --- | --- | --- | --- | --- | --- | --- | --- | --- | --- | ------ | ---- |
| 2018 | VJM11  | Mercedes 1.6 V6 Turbo     | P    |                 | AUS | BAR | CHN | AZE | ESP | MON | CAN | FRA | AUT | GBR | ALE | HUN | BEL | ITA | SIN | RUS | JAP | EUA | MEX | BRA | ABU | 52     | 7°   |
| 2018 | VJM11  | Mercedes 1.6 V6 Turbo     | P    | Sergio Pérez    |     |     |     |     |     |     |     |     |     |     |     |     | 5   | 7   | 16  | 10  | 7   | 8   | Ret | 10  | 8   | 52     | 7°   |
| 2018 | VJM11  | Mercedes 1.6 V6 Turbo     | P    | Esteban Ocon    |     |     |     |     |     |     |     |     |     |     |     |     | 6   | 6   | Ret | 9   | 9   | DSQ | 11  | 14  | Ret | 52     | 7°   |
| 2019 | RP19   | BWT Mercedes 1.6 V6 Turbo | P    |                 | AUS | BAR | CHN | AZE | ESP | MON | CAN | FRA | AUT | GBR | ALE | HUN | BEL | ITA | SIN | RUS | JAP | MEX | EUA | BRA | ABU | 73     | 7°   |
| 2019 | RP19   | BWT Mercedes 1.6 V6 Turbo | P    | Sergio Pérez    | 13  | 10  | 8   | 6   | 15  | 12  | 12  | 12  | 11  | 17  | Ret | 11  | 6   | 7   | Ret | 7   | 8   | 7   | 10  | 9   | 7   | 73     | 7°   |
| 2019 | RP19   | BWT Mercedes 1.6 V6 Turbo | P    | Lance Stroll    | 9   | 14  | 12  | 9   | Ret | 16  | 9   | 13  | 14  | 13  | 4   | 17  | 10  | 12  | 13  | 11  | 9   | 12  | 13  | 19† | Ret | 73     | 7°   |
| 2020 | RP20   | BWT Mercedes 1.6 V6 Turbo | P    |                 | AUT | EST | HUN | GBR | 70  | ESP | BEL | ITA | TOS | RUS | EIF | POR | EMI | TUR | BAR | SKR | ABU |     |     |     |     | 195    | 4°   |
| 2020 | RP20   | BWT Mercedes 1.6 V6 Turbo | P    | Sergio Pérez    | 6   | 6   | 7   | NP  | NP  | 5   | 10  | 10  | 5   | 4   | 4   | 7   | 6   | 2   | 18† | 1   | Ret |     |     |     |     | 195    | 4°   |
| 2020 | RP20   | BWT Mercedes 1.6 V6 Turbo | P    | Lance Stroll    | Ret | 7   | 4   | 9   | 6   | 4   | 9   | 3   | Ret | Ret | NP  | Ret | 13  | 9   | Ret | 3   | 10  |     |     |     |     | 195    | 4°   |
| 2020 | RP20   | BWT Mercedes 1.6 V6 Turbo | P    | Nico Hülkenberg |     |     |     | NL  | 7   |     |     |     |     |     | 8   |     |     |     |     |     |     |     |     |     |     | 195    | 4°   |

Nota
† – Os pilotos não completaram a prova, mas foram classificados pois concluíram 90% da prova.

## Pilotos
| Racing Point | Racing Point                   | Racing Point | Racing Point | Racing Point | Racing Point                              | Racing Point                        | Racing Point         |
| Ano          | Nome                           | Carro        | Pneus        | Motor        | Pilotos                                   | Pilotos de testes                   | Classificação Pontos |
| ------------ | ------------------------------ | ------------ | ------------ | ------------ | ----------------------------------------- | ----------------------------------- | -------------------- |
| 2020         | BWT Racing Point F1 Team       | RP20         | P            | BWT Mercedes | Sergio Pérez Lance Stroll Nico Hülkenberg | Stoffel Vandoorne Esteban Gutiérrez | 4º lugar 195 pontos  |
| 2019         | SportPesa Racing Point F1 Team | RP19         | P            | BWT Mercedes | Sergio Pérez Lance Stroll                 | Nick Yelloly                        | 7º lugar 73 pontos   |